# لويس كابرال (لاعب كرة قدم)
لويس كابرال (بالإسبانية: Luis Cabral)‏ هو مدرب كرة قدم ولاعب كرة قدم باراغواياني، ولد في 23 سبتمبر 1983 في Capiíbary ‏ في باراغواي. شارك مع منتخب باراغواي لكرة القدم. أما مع النوادي، فقد لعب مع نادي غواراني.

## وصلات خارجية
- لويس كابرال على موقع قاعدة بيانات كرة القدم.إي يو (الإنجليزية)
- لويس كابرال على موقع ناشيونال فوتبول تيمز (الإنجليزية)
- لويس كابرال على موقع Soccerway.com (الإنجليزية)
- لويس كابرال على موقع AS.com (الإسبانية)